# 陶诺·伊尔莫涅米
陶诺·伊尔莫涅米（芬蘭語：Tauno Ilmoniemi，1893年5月16日—1934年9月21日），芬兰男子竞技体操及跳水运动员。他曾代表芬兰获得1912年夏季奥运会体操比赛男子团体自由式银牌。他在该届奥运会也参加了跳水比赛。